# Bündner Kirchengeschichte (Buch)

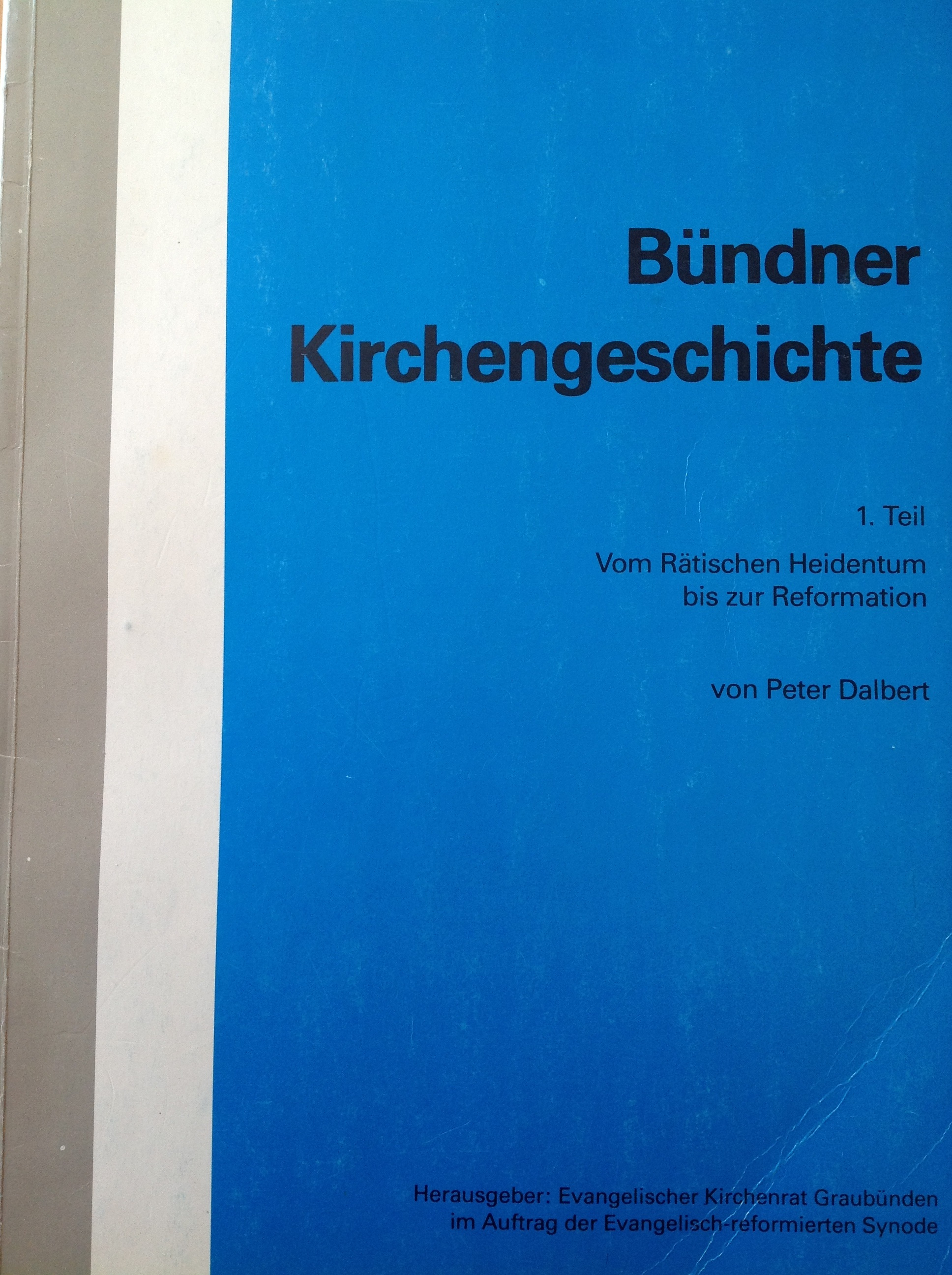
Titelseite des ersten Bandes

Die Bündner Kirchengeschichte ist ein populärwissenschaftliches Standardwerk zur Kirchengeschichte Graubündens.

## Werk
Das Werk wurde von 1982 bis 1987 in vier Bänden vom Evangelischen Kirchenrat Graubünden, der Exekutive der evangelisch-reformierten Landeskirche Graubünden, im Auftrag der evangelisch-reformierten Synode des Kantons Graubünden im Verlag Bischofberger in Chur herausgegeben.
Ursprünglich als religionspädagogisches Lehr- und Lernmittel vorgesehen, wurde das Buch zunehmend ein kirchengeschichtliches Werk mit historiografischer Ausrichtung und wissenschaftlichem Anspruch. Ein Grossteil des umfassenden Bildmaterials wurde von der Denkmalpflege Graubünden zur Verfügung gestellt.
Das Werk ist Prüfungsgegenstand im Fach Kirchengeschichte für alle auswärtigen Anwärter auf den pfarramtlichen Dienst in der reformierten Bündnerkirche.
2008 erschien im Auftrag der Kirchlichen Mediothek Graubünden ein Lehrmittel für den Religions- und Geschichtsunterricht an Bündner Schulen, das auf dem zweiten und dritten Band der Bündner Kirchengeschichte aufbaut.

## Ausgabe
Bündner Kirchengeschichte. Bischofberger, Chur 1982–1987.
- Teil 1: Peter Dalbert: Vom Rätischen Heidentum bis zur Reformation. 1982.
- Teil 2: Hans Berger: Die Reformation. 1986 (PDF: 1 (PDF; 2,2 MB), 2 (PDF; 3,4 MB), 3; PDF; 2,0 MB).
- Teil 3: Albert Frigg: Die Gegenreformation. 1986 (PDF: 1 (PDF; 2,1 MB), 2 (PDF; 4,1 MB), 3; PDF; 2,2 MB).
- Teil 4: Peter Niederstein: Die letzten drei Jahrhunderte. Bewahrung und Wandlung. 1987.

Lehrmittel
- David Last, Karin Last: Religiöse Auseinandersetzungen im 16. und 17. Jh. in Graubünden. Reformation – Reform der katholischen Kirche – Bündner Wirren. Kirchliche Mediothek Graubünden, Chur 2008 (PDF).